# Myristica simiarum
Myristica simiarum là một loài thực vật có hoa trong họ Myristicaceae. Loài này được A. DC. mô tả khoa học đầu tiên năm 1855.